# Chevagny-sur-Guye
Chevagny-sur-Guye ist eine französische Gemeinde mit 51 Einwohnern (Stand: 1. Januar 2022) im Département Saône-et-Loire in der Region Bourgogne-Franche-Comté (vor 2016 Bourgogne). Die Gemeinde gehört zum Arrondissement Mâcon und zum Kanton Cluny (bis 2015: Kanton La Guiche).

## Geografie
Chevagny-sur-Guye liegt etwa 39 Kilometer nordwestlich von Mâcon und etwa 50 Kilometer südwestlich von Chalon-sur-Saône.
Nachbargemeinden von Chevagny-sur-Guye sind Le Rousset-Marizy im Norden und Nordwesten, Saint-Marcelin-de-Cray im Norden und Nordosten, Passy im Osten, Saint-Martin-de-Salencey im Süden sowie La Guiche im Westen.

## Bevölkerungsentwicklung
| Jahr                      | 1962 | 1968 | 1975 | 1982 | 1990 | 1999 | 2006 | 2011 | 2016 |
| Einwohner                 | 119  | 91   | 79   | 60   | 60   | 71   | 72   | 77   | 74   |
| Quelle: Cassini und INSEE |      |      |      |      |      |      |      |      |      |

## Sehenswürdigkeiten

Kirche Saint-Antoine

- Kirche Saint-Antoine